# Panacanthus gibbosus
Panacanthus gibbosus is een rechtvleugelig insect uit de familie sabelsprinkhanen (Tettigoniidae). De wetenschappelijke naam van deze soort is voor het eerst geldig gepubliceerd in 2004 door Montealegre-Z. & Morris.